# Emmy Lopes Dias

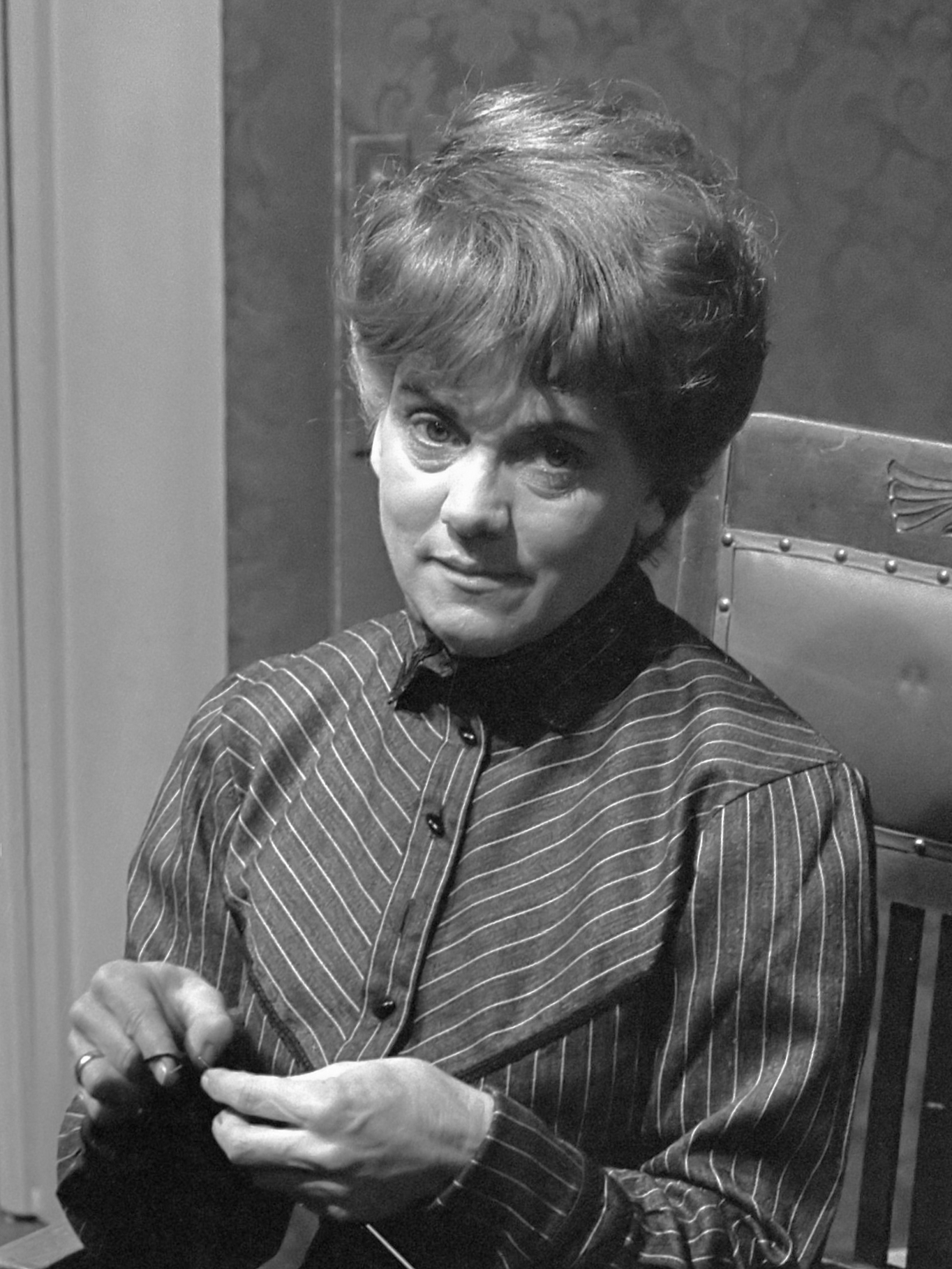
Emmy Lopes Dias (1970)

Emmy Lopes Dias (* 4. August 1919 in Hilversum, Nordholland; † 28. März 2005 in Laren, Nordholland) war eine niederländische Schauspielerin.
Einem Millionenpublikum bekannt wurde sie in den 1970er-Jahren durch die Fernsehserie De Kleine Waarheid, in der sie die Mutter von Willeke Alberti spielte.
Lopes Dias studierte Schauspiel an der Theaterschule in Amsterdam. Sie schloss 1949 cum laude ab. In der Folge nahm sie Engagements bei verschiedenen Theatergesellschaften an, darunter die Haagsche Comedie. Nach der Geburt ihres ersten Kindes war sie zunehmend für Radio und Fernsehen tätig.
Lopes Dias starb im März 2005 im Alter von 85 Jahren im Rosa-Spier-Haus, einem Altersheim für Künstler in der nordholländischen Gemeinde Laren.